# Аракюля
Аракю́ля (фин. Arokylä) — деревня в Большеврудском сельском поселении Волосовского района Ленинградской области.

## История
Деревня Аракюла упоминается на карте Санкт-Петербургской губернии Я. Ф. Шмидта 1770 года.
На карте Санкт-Петербургской губернии Ф. Ф. Шуберта 1834 года она обозначена как деревня Аракюля смежная с деревней Изоткина.

АРАКУЛЬ — деревня принадлежит штабс-капитану Веймарну, число жителей по ревизии: 19 м. п., 15 ж. п. (1838 год)

На этнографической карте Санкт-Петербургской губернии П. И. Кёппена 1849 года она обозначена как деревня «Arokylä», расположенная в ареале расселения савакотов. В пояснительном тексте к этнографической карте записана как деревня Arokylä (Аракуль) и указано количество её жителей на 1848 год: савакотов — 22 м. п., 21 ж. п., всего 43 человека.
На карте профессора С. С. Куторги 1852 года обозначена как деревня Аракюля.

АРАКУЛЬ  — деревня вдовы штабс-капитана Веймарна, 10 вёрст по почтовой, а остальные по просёлочной дороге, число дворов — 3, число душ — 10 м. п. (1856 год)

АРАКУЛЬ — деревня, число жителей по X-ой ревизии 1857 года: 12 м. п., 11 ж. п., всего 23 чел.

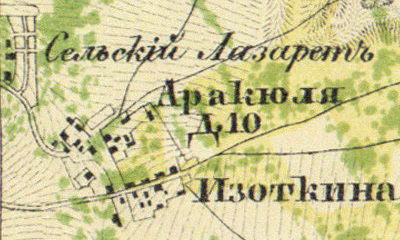
Деревня Аракюля на карте 1860 года

Согласно карте Санкт-Петербургской губернии 1860 года деревня Аракюля насчитывала 10 дворов, смежно с ней располагались деревня Изоткино и «сельский лазарет».

АРАКУЛЬ — деревня владельческая при колодце, по левую сторону 1-й Самерской дороги, от Ямбурга в 37 верстах, число дворов — 5, число жителей: 15 м. п., 15 ж. п. (1862 год)

АРАКУЛЬ — деревня, по земской переписи 1882 года: семей — 9, в них 14 м. п., 25 ж. п., всего 39 чел.

В 1883—1884 годах временнообязанные крестьяне деревни выкупили свои земельные наделы у Ф. В. Веймарн и стали собственниками земли.
Согласно материалам по статистике народного хозяйства Ямбургского уезда 1887 года имение при селении Аракюль площадью 13 десятин принадлежало ямбургскому мещанину из остзейских уроженцев Я. Ломбаку, имение было приобретено в 1885 году за 490 рублей.

АРАКУЛЬ — деревня, число хозяйств по земской переписи 1899 года — 5, число жителей: 7 м. п., 12 ж. п., всего 19 чел.;
 разряд крестьян: бывшие владельческие; народность: русская — 1 чел., финская — 18 чел.

В конце XIX — начале XX века деревня административно относилась к Княжевской волости 1-го стана Ямбургского уезда Санкт-Петербургской губернии. Население деревни было смешанным — финско-эстонским.
Согласно данным переписи населения СССР 1926 года в деревне Аракюль Аракюльского сельсовета Врудской волости Кингисеппского уезда проживали 59 человек, эстонцы и финны, а также одна русская семья.
Согласно топографической карте 1930 года деревня называлась Аракюль и насчитывала 34 двора. В деревне была одна каменная и одна деревянная ветряная мельница.
По данным 1933 года деревня называлась Аракюль и являлась административным центром Аракюльского финского национального сельсовета Волосовского района, в который входили три населённых пункта: деревни Аракюль, Гакина Гора и Кульнево, общей численностью населения 466 человек.
По данным 1936 года деревня также называлась Аракюль, в состав Аракюльского сельсовета входили 4 населённых пункта, 88 хозяйств и 3 колхоза.

План деревни Аракюля. 1938 год

Согласно топографической карте 1938 года деревня называлась Арокюль и насчитывала 36 дворов. В деревне находились: сельсовет, школа и ветряная мельница.
Деревня была освобождена от немецко-фашистских оккупантов 28 января 1944 года.
По административным данным 1966, 1973 и 1990 годов деревня Аракюля входила в состав Врудского сельсовета с центром в посёлке Вруда.
В 1997 году в деревне Аракюля проживал 51 человек, деревня относилась ко Врудской волости, в 2002 году — 10 человек (все русские), в 2007 году — 7 человек.

## География
Деревня расположена в центральной части района на автодороге 41К-045 (Большая Вруда — Овинцево).
Расстояние до административного центра поселения — 10 км.
Расстояние до ближайшей железнодорожной станции Вруда — 7 км.

## Демография
| 1862 | 2002 | 2007 | 2010 | 2017 |
| ---- | ---- | ---- | ---- | ---- |
| 30   | ↘10  | ↘7   | ↗11  | ↘6   |

### Национальный состав
Согласно данным Всероссийской переписи населения 2021 года в деревне проживали 7 человек, все русские.

## Памятники
На окраине деревни установлен гранитный памятник. Текст на памятнике:
«В память о местных жителях, погибших от рук врагов Советской власти в 1919 году:
Председатель комитета бедноты — Ян Отсинг, зам. председателя комбеда Юхан Инзельберг, работник комбеда — Иван Кельдер, его сын, красноармеец Антон Кельдер, жена пред. комбеда — Мария Отсинг, её сестра Амза Адамсон».